# Alexander Lwowitsch Maly
Alexander Lwowitsch Maly (russisch Александр Львович Малый, * 1907 in Odessa; † 1961) war ein ukrainisch-stämmiger, sowjetischer Raketeningenieur.

## Leben
Alexander Lwowitsch Maly wurde 1907 als Sohn des Kaufmanns Lev-Israel Maly geboren.
Er studierte an der Leningrader Universität und arbeitete seit dem 29. Mai 1929 am Leningrader Gasdynamischen Laboratorium bei dem befreundeten Raketenkonstrukteur Gluschko, wo er sich mit Ionenantrieben beschäftigte.
Nach einem Zerwürfnis mit Gluschko verließ er 1930 das Laboratorium und wechselte zum Putilowski-Werk.
Maly war an der Denunziation Gluschkos beteiligt, was dieser aber offenbar nicht wusste, denn er setzte sich Mitte der 1960er Jahre erfolgreich dafür ein, dass ein Mondkrater nach seinem ersten Mitarbeiter Maly benannt werden sollte.
Maly war Onkel der Schriftstellerin Susanna Michailowa Georgiewskaja (russisch Сусанна Михайловна Георгиевская), die bis 1930 mit Gluschko verheiratet war.

## Ehrung
Im Jahre 1970 benannte die IAU den Mondkrater Malyy offiziell nach Alexander Lwowitsch Maly.